# Чернігівка (Казахстан)
Черні́гівка (каз. Чернигов) — село у складі Аулієкольського району Костанайської області Казахстану. Адміністративний центр Чернігівського сільського округу.
Населення — 707 осіб (2021; 1047 у 2009, 1195 у 1999, 1450 у 1989).